# Azul partido
Azul  egy partido (körzet) Argentínában a Buenos Aires tartományban. A fővárosa Azul.

## Települések
Városok
| - Azul - Chillar - Cacharí | - Dieciséis de Julio - Ariel |

Falvak ( Parajes)
| - Acosta - Lazzarino - Martín Fierro - Miramonte | - Nieves - Parish - Shaw - Vicente Pereda |  |

## Népesség
| Népesség | 7.209 | 23.115   | 32.103  | 44.384  | 47.951 | 50.676 | 56.972  | 62.271 | 62.996 |
| Változás | -     | +220,64% | +38,88% | +38,25% | +8,03% | +5,68% | +12,42% | +9,30% | +1,16% |